# Moto Morini 350 K2
La 350 K2 è una motocicletta costruita dalla Moto Morini dal 1983 al 1987.
Presentata al Salone di Milano 1983, la 350 K2 ha il compito di rimpiazzare nella gamma della Casa bolognese la 3 1/2, nata dieci anni prima.
La nuova Morini si presentò come un modello "intermedio" rispetto alle precedenti 3 1/2 Standard e Sport: a tal fine si adottò un albero a camme più "tranquillo" rispetto alla Sport. Inoltre, la leva del cambio (sempre a sei rapporti) passò dal lato destro a quello sinistro, uniformandosi al resto della produzione motociclistica mondiale. L'impianto frenante è a tre dischi (due davanti e uno dietro).
Esteticamente, la K2 si ispirò alla BMW R 65 LS del 1981, con un cupolino che avvolge il fanale e la strumentazione, un puntale paramotore e i fianchetti che si prolungano fino al codone. L'estetica (riproposta anche sulla più grande 500 Sei-V) ottenne pareri discordanti, tanto che sul mercato britannico l'importatore rimosse il cupolino, sostituito con un faro tondo, e il puntale, commercializzandola con il nome Classic. Due i colori disponibili: argento con grafiche rosse e telaio nero oppure rosso con grafiche argento e telaio rosso.
Nel 1986 la K2 venne aggiornata con un nuovo cupolino più esteso e con indicatori di direzione e retrovisori incorporati, il quale rese la 350 bolognese più armonica. La seconda serie della K2 restò in commercio fino al 1987, anno in cui la Cagiva rilevò la Moto Morini e sostituì la K2 con la Dart, in cui il bicilindrico 350 progettato da Franco Lambertini venne inserito in un telaio derivato da quello della Freccia 125.

## Fonti
- Luigi Corbetta, Ultimo atto, Motociclismo d'Epoca 5/2009, Edisport, Milano